# Ерагон (фільм)
«Ерагон» (англ. «Eragon») — британсько-американський фільм студії 20th Century Fox, 2006 року. Екранізація однойменного твору Крістофера Паоліні.
Це перший фільм для Джоосс Стоун та Едварда Спелірса.

## Сюжет
Син фермера на ім'я Ераґон знаходить в горах дивний блакитний камінь, з якого згодом вилуплюється дракон. Згідно з давнім пророцтвом, хлопець виявляється останнім наїзником драконів, який має врятувати країну від тиранії злого короля Галбаторікса. Король, в свою чергу здогадався, що в селі Карвахол вилупилось яйце, і він приказує разакам відшукати дракона і в той час Ераґона. Але вони тікають за Спайн. В той час, разаки напади на Ґерроу, прийомного тата Ераґона. Ґерроу помер в лікарні, де в одночас лікувався і Ераґон. Ераґон
«Ерагон» — перша частина планованої трилогії, екранізація бестселера Крістофера Паоліні, написаного ним у ніжному п'ятнадцятирічному віці, та спроба конкурувати з «Гаррі Поттером» на його ж території. Дебютанту в режисурі Стефану Фенгмаєру видали щедрий творчий аванс: від касових зборів «Ерагона» залежить не лише його кар'єра, а й доля усіх високобюджетних екранізацій фентезі другого ешелону…

## У ролях
| Роль         | Актор / Акторка    | Укр дубляж    |
| ------------ | ------------------ | ------------- |
| Ерагон       | Едвард Спелірс     | Михайло Жонін |
| Сапфіра      | Рейчел Вайс        | Ніна Касторф  |
| Роран        | Крістофер Іган     |               |
| Бром         | Джеремі Айронс     |               |
| Гальбаторікс | Джон Малкович      |               |
| Дарза        | Роберт Карлайл     |               |
| Арія         | Сієнна Гіллорі     |               |
| Аджихад      | Джимон Гонсу       |               |
| Мертаг       | Ґаррет Гедлунд     |               |
| Анжела       | Джоосс Стоун       |               |
| Слоун        | Стівен Спірс       |               |
| Ротгар       | Гері Льюїс         |               |
| Герроу       | Алан Армстронг     |               |
| Лорд Ургал   | Нільс Аллен Стюарт |               |
| Насуада      | Кароліна Чікейзі   |               |
| Катріна      | Тамсін Еджертон    |               |

## Кастинг
- Крістофер Паоліні (автор книги «Ерагон») мав одну з епізодичних ролей у фільмі. Однак це йому не вдалося — через промотур 2 частини його книжки у Європі.
- Едвард Спелірс був обраний на роль Ерагона з-поміж 180 тис. інших претендентів.
- Гай Пірс був кандидатом на роль Дарзи.

## Відмінності
Твір Крістофера Паоліні та фільм дуже різняться. Тут наведені певні відмінності.
- У Ерагона і Арії насправді темне волосся.
- Урагали не мають так сильно нагадувати людей і мають роги.
- Арія — ельф. В екранізації у неї відсутні гострі вуха, ознака притаманна цій расі.
- Під час битви Ерагона з Дарзою у Гілліяді вони билися на мечах, а не за допомогою магії.
- Бром загинув від рани завданої одним з разаків, а не у битві з Дарзою.
- Арія лише у кінці книжки прийшла до тями. До цього вона була в трансі (щоб сповільнити дію отрути) і спілкувалась з Ерагоном тільки телепатично.
- У фільмі відсутні Солембул, Елва та Близнюки. Сцени з цими персонажами є тільки у DVD версії.
- Бром і Ерагон не вбили разаків.
- В Дарзу у в'язниці (під час визволення Арії) стріляв Мертаг, а не Ерагон.
- Істота, на якій Дарза літає під час фінальної битви, у повісті відсутня.